# Grande Shahnameh mongolo

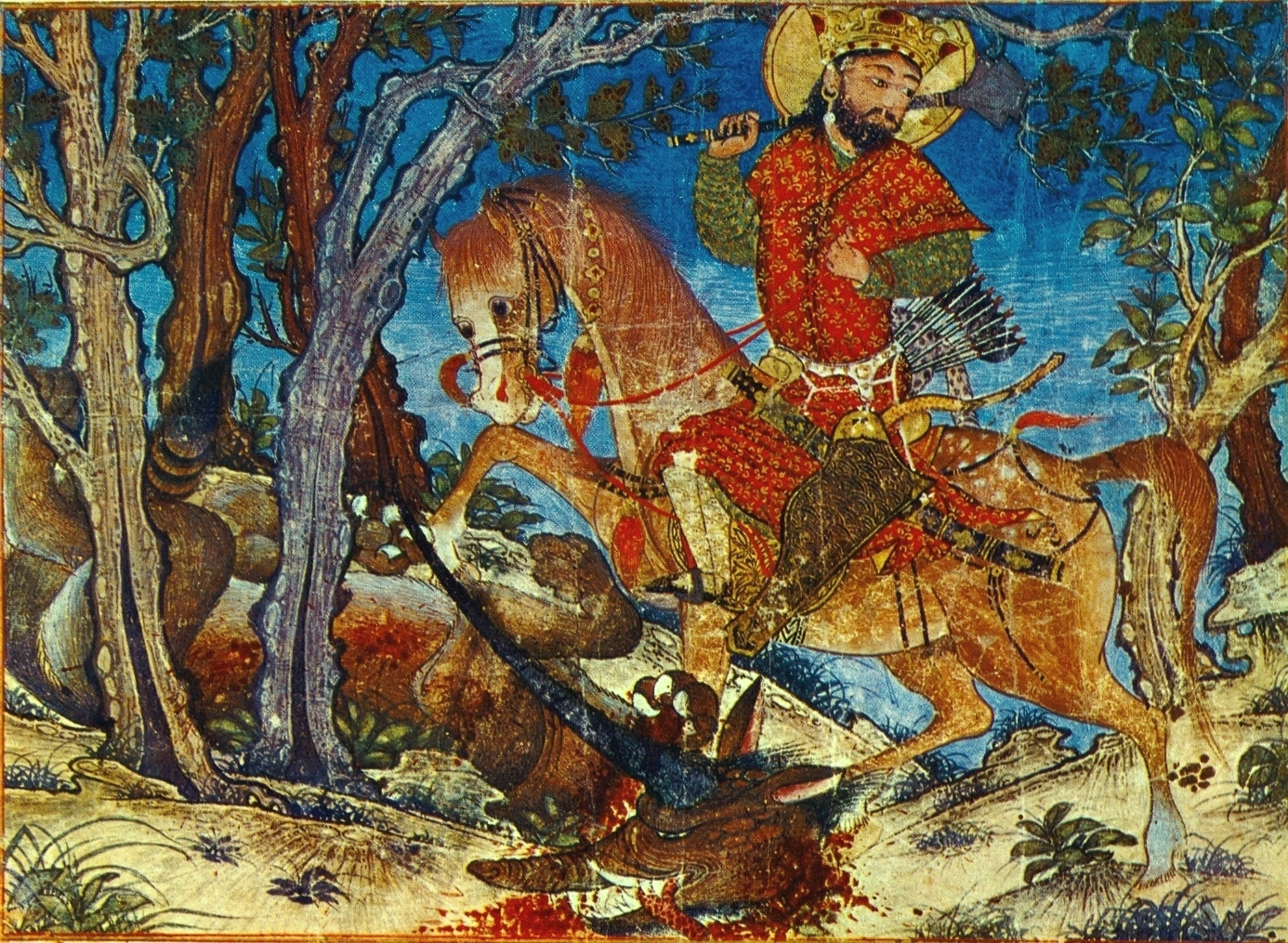
Bahram Gur uccide un lupo, Museo d'arte dell'Università di Harvard

Il Grande Shahnameh mongolo, noto anche come Demotte Shahnameh o Grande Ilkhanid Shahnama, è un manoscritto illustrato dello Shahnameh, l'epopea nazionale della Grande Persia, probabilmente risalente al 1330. Nella sua forma originale, che non è stata registrata, era probabilmente prevista una composizione di circa 280 fogli con 190 illustrazioni, rilegati in due volumi, anche se si pensa che non sia mai stato completato. È il più grande libro antico nella tradizione della miniatura persiana, in cui risulta "il più eccezionale manoscritto del XIV secolo", "estremamente ambizioso, quasi maestoso", e "ha ricevuto consensi quasi universali per l'intensità emotiva, lo stile eclettico, la maestria artistica e la grandezza delle sue illustrazioni".

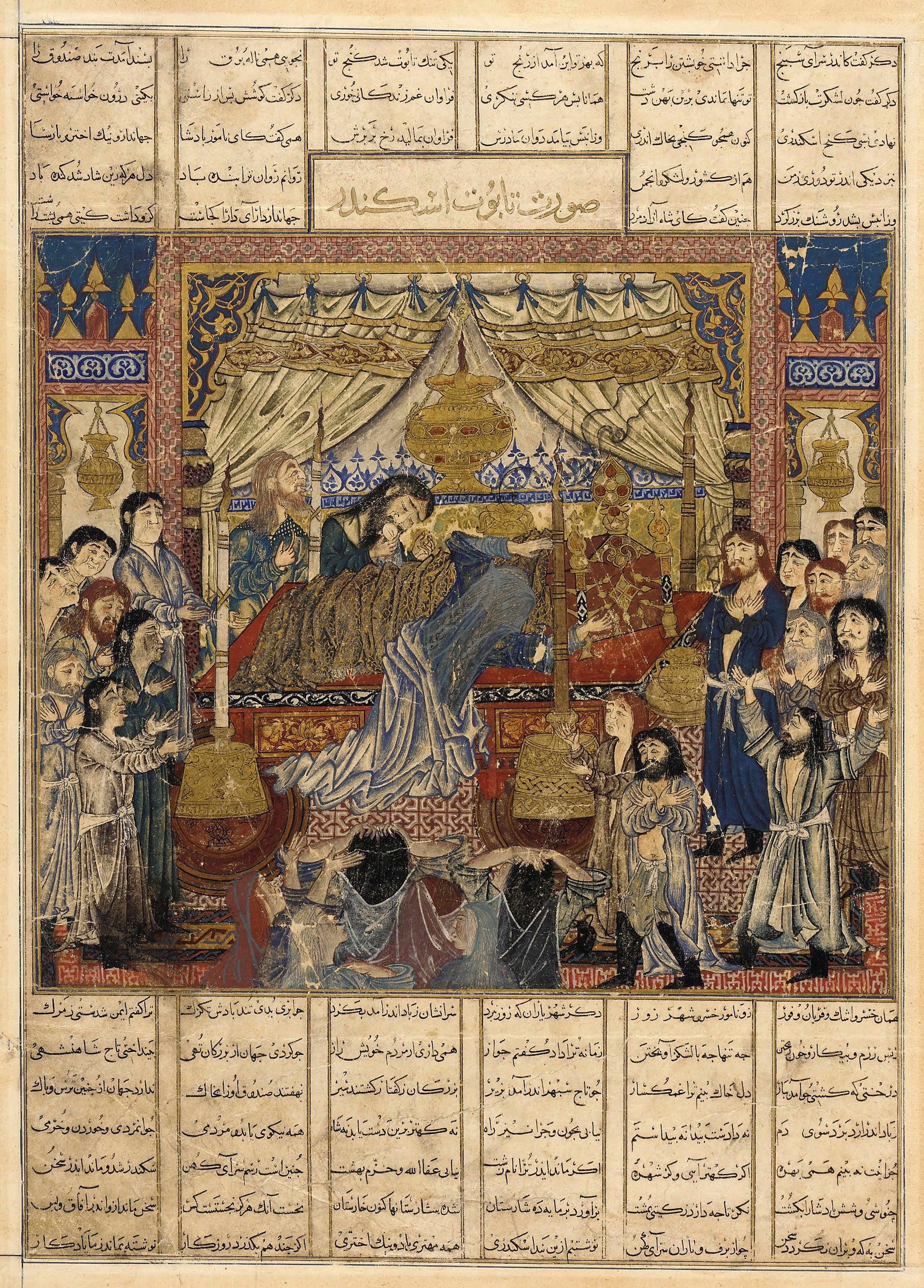
Lutto per i morti Iskandar (Alessandro Magno), Freer Gallery of Art

Fu prodotto nel contesto della corte Il-khanide che governava la Persia come parte dell'Impero mongolo, circa un secolo dopo la loro conquista, e proprio mentre la dinastia stava per crollare. Rimase in Persia fino all'inizio del XX secolo, quando fu smembrato in Europa dal mercante George Demotte, e ora esiste in 57 singole pagine, molte delle quali significativamente manomesse, in numerose collezioni in tutto il mondo.

## Miniature
Come altri manoscritti persiani venne realizzato su carta. Escludendo i margini in bianco, le pagine sono 41 per 29 cm, con il testo in sei colonne di 31 righe dove non interrotto dalle miniature. Queste occupano, per lo più, l'intera larghezza della pagina e sono posizionate a varie altezze al suo interno. Nessuna è a pagina intera. Alcune miniature utilizzano forme irregolari "a gradini" per adattarsi al soggetto. Data la storia del manoscritto, il consueto sistema di numerazione per fogli non può essere applicato.
Lo stile, la tecnica e la qualità artistica delle miniature sono molto variabili; è stato suggerito che siano state realizzate da diversi artisti, ma i tentativi di assegnare le miniature a mani diverse non hanno ottenuto consenso. Sembra che ci sia stata sperimentazione sotto diversi aspetti. Alcune miniature sono dipinte in linee di inchiostro e risciacqui colorati, altri usano acquerelli opachi, in una gamma di tavolozze. Alcuni pigmenti non sono durati nrl tempo. Le miniature hanno elementi derivati sia dalla tradizione cinese che (meno spesso) da quella occidentale; per esempio le persone in lutto di Iskandar attingono alle rappresentazioni cristiane del Compianto sul Cristo morto, e reminiscenze di molte altre scene standard della Vita di Cristo nell'arte appaiono in altre miniature. Anche i costumi sono molto variabili: sono stati trovati 37 stili di cappello e 8 di risvolti.

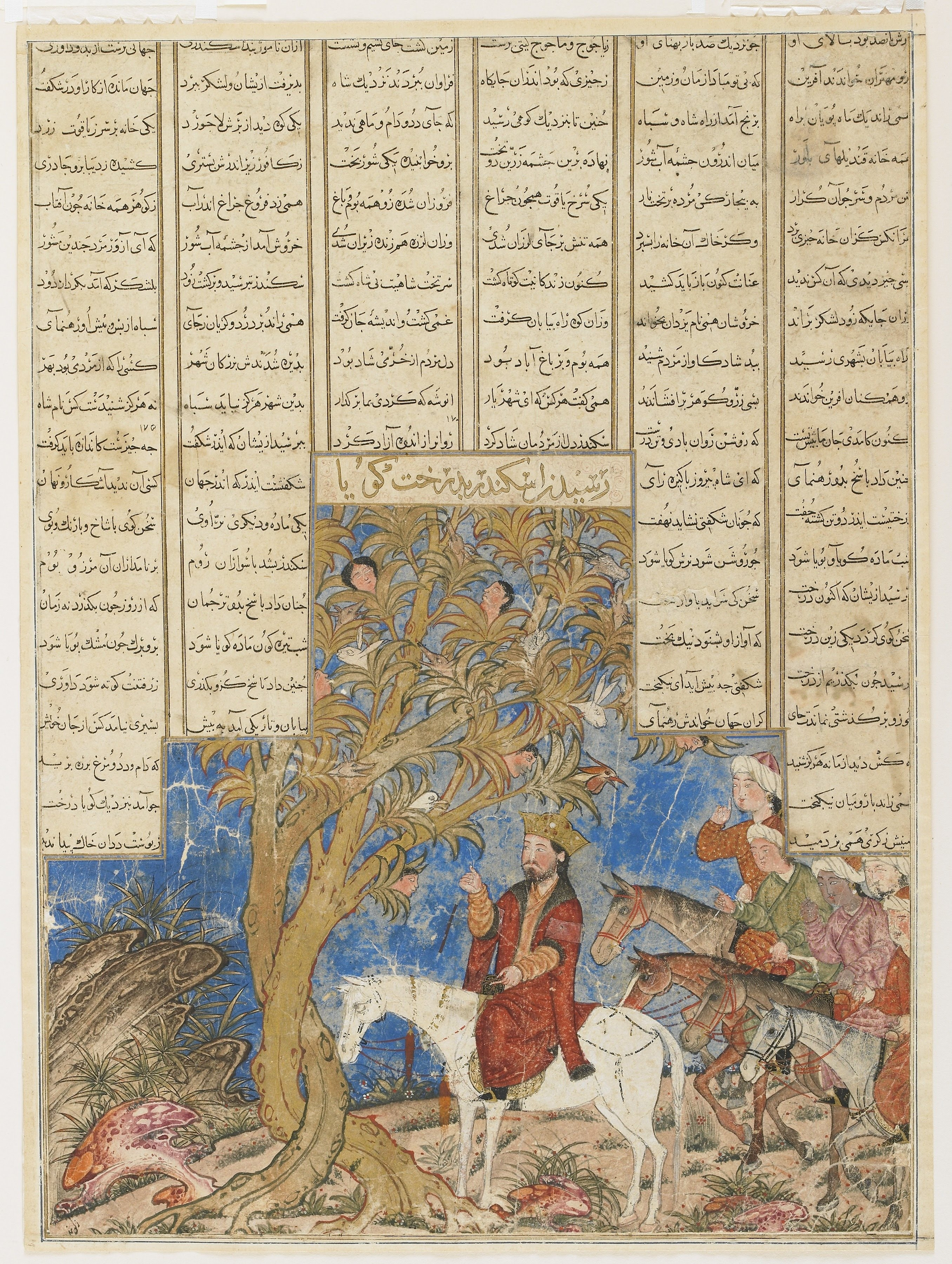
Iskandar (Alessandro Magno) presso l'Albero parlante, che predice la sua morte.

Dalla vasta gamma di potenziali momenti da illustrare nello Shahnameh, e anche tenendo conto della proporzione limitata che è sopravvissuta, le illustrazioni mostrano scelte insolite. La storia di Iskandar, una versione persiana di Alessandro Magno, è molto riccamente illustrata, mentre la storia più lunga di Rostam lo è molto meno. I temi a cui è stata data enfasi dalle scelte di cosa illustrare includono "l'intronizzazione dei re minori, la legittimità dinastica e il ruolo delle donne come re", nonché scene di omicidio e lutto. Queste scelte sono generalmente prese come riflesso di eventi politici contemporanei, comprese "tensioni tra la dinastia Il-khanide e sudditi persiani", e la peste nera, che stava devastando la Persia in quegli anni. Sono stati descritti come "spesso carichi di sventura".
Prestiti dall'arte cinese, sotto forma di alberi nodosi, rocce dalla cima arrotondata simili a onde e strisce di nuvole strettamente arricciate, dominano i paesaggi e i cieli. In molte immagini, grandi figure principali dominano la composizione in un modo insolito nelle miniature persiane, sebbene comune in Occidente. Nell'arte cinese c'erano grandi figure principali, ma queste non erano combinate con la pittura di paesaggio, come lo sono qui. Anche l'esibizione dell'emozione da parte delle figure è insolita; la convenzione per raffigurare il dolore è mutuata dall'arte cristiana. I re hanno spesso aloni.
Per quanto riguarda la loro forma, 29 sono rettangoli orizzontali, 8 verticali e 12 quadrati, per un totale di 49 immagini rettangolari. Le immagini a gradini sono in totale nove, di cui 5 simmetriche e quattro no (quindi 58 in totale).

## Sfondo
Lo Shahnameh, un poema epico di circa 60.000 distici, fu completato nel 1010 da Ferdowsi. Copre la storia pre-islamica della Persia, a partire dalla pura leggenda, ma dagli ultimi re sasanidi fornisce un resoconto storico ragionevole e accurato, mescolato a storie romantiche. Rappresentava un'affermazione dell'identità nazionale persiana, iniziata durante l'Intermezzo iraniano dopo che il califfato arabo abbaside aveva perso il controllo effettivo della Persia. Quando fu terminato, i Ghaznavidi turchi avevano preso il sopravvento.
L'impero mongolo aveva iniziato la conquista della Persia nel 1219 e l'aveva completata nel 1250, fondando la sub-dinastia e lo stato noto come Ilkhanato, che oltre alla Persia includeva l'Iraq moderno e parti dell'Afghanistan, della Turchia e di molti altri paesi (in particolare parti dell'ex Unione Sovietica). I mongoli inizialmente continuarono per lo più uno stile di vita nomade e vivevano separati dai loro sudditi persiani, ma si stabilirono sempre più nelle città persiane e svilupparono una comprensione della cultura persiana, oltre a convertirsi all'Islam, cosa che avvenne rapidamente, almeno tra l'élite, dopo che il neo convertito Ghazan salì al trono nel 1295. Tuttavia, i mongoli rimasero in gran parte culturalmente distinti al momento della creazione del Grande Shahnameh mongolo.

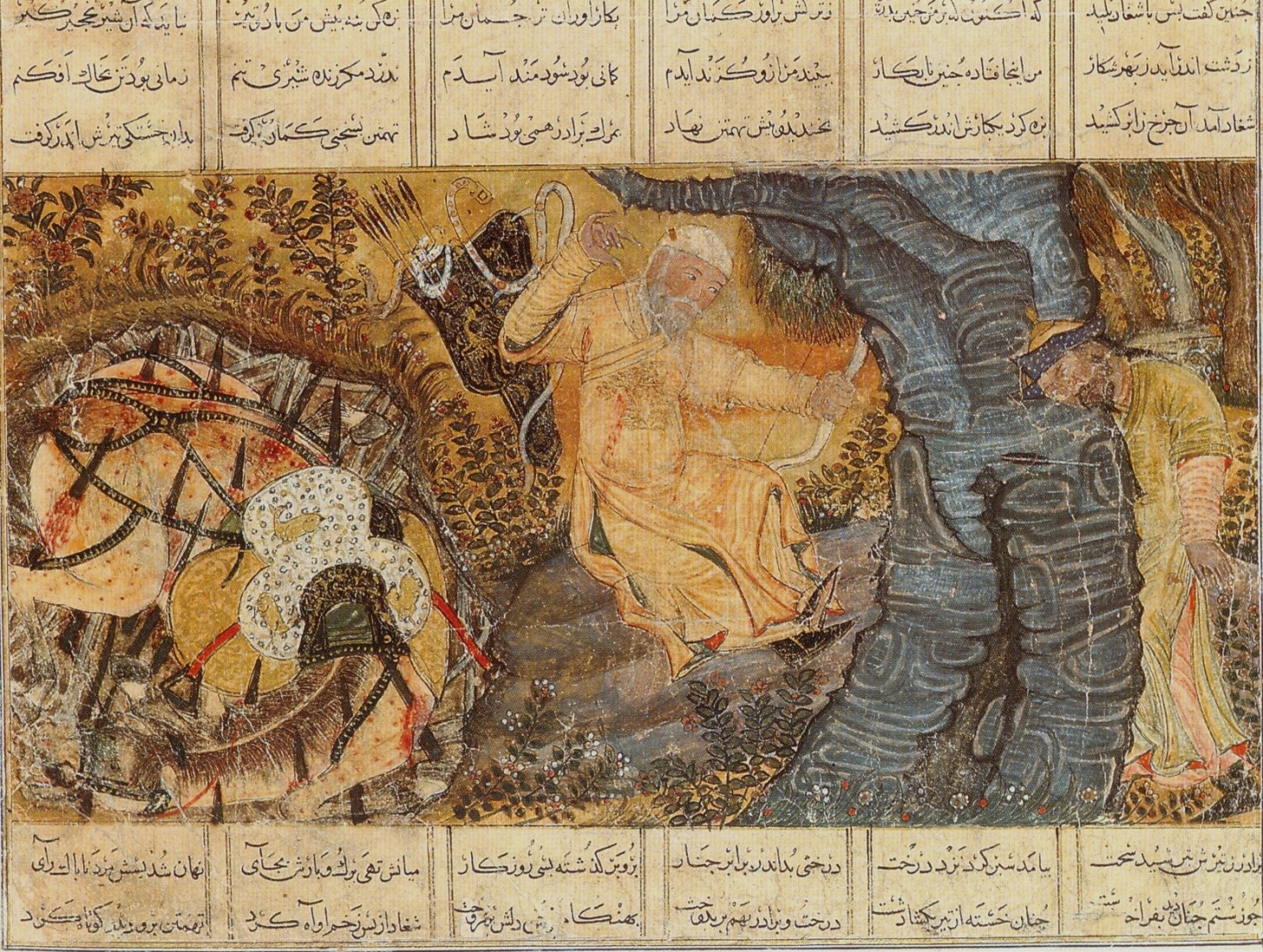
La morte dell'eroe Rostam e del suo cavallo Rakhsh; mentre muore Rostam spara al fratello traditore attraverso l'albero dietro cui si nasconde, British Museum

Piastrelle con versi dello Shahnameh sono state trovate in un palazzo mongolo, risalente al 1280 circa. È chiaro dai riferimenti letterari che esisteva una tradizione pre-islamica di illustrare storie in seguito incluse nello Shahnameh nelle pitture murali e probabilmente in altri media, e alcune ceramiche islamiche potrebbero benissimo mostrare tali scene. Ma non ci sono sopravvivenze, o menzioni, di libri illustrati dello Shahnameh prima del XIV secolo, e i dieci manoscritti sopravvissuti, tra il 1300 e il 1350, sembrano essere stati tutti prodotti dai mongoli. Forse una relativa scarsa familiarità con la lingua persiana e il testo potrebbe aver incoraggiato l'aggiunta di immagini.
Questi includono tre "piccoli" Shahnameh, forse il più antico, le cui piccole dimensioni (testo e area dell'immagine di 250 x 170 mm in un tipico esempio) potrebbero essere adatti a proprietari nomadi, e quattro manoscritti per i governanti Injuid semi-indipendenti di Shiraz e Isfahan nel sud-ovest. Quest'ultimo gruppo, probabilmente tutto successivo al Grande Shahnameh mongolo, ne è influenzato, anche se molto meno complesso nello stile.
I libri avevano uno scopo politico, che si riflette nella scelta degli episodi da illustrare: "in tali opere, i governanti dell'Iran, fino ad allora ostinatamente alieni, esprimevano un nuovo e pubblico impegno nei confronti della religione e del patrimonio culturale delle stesse terre che essi stessi avevano devastato circa due generazioni prima, e lo facevano con un'urgenza che suggeriva che stavano recuperando il tempo perduto".
Nel primo decennio del XIII secolo il visir ebreo persiano Rashid al-Din Hamadani fu incaricato da Ghazan di continuare una storia dei mongoli, che completò nel 1307, e il successivo khan Öljaitü ordinò una storia mondiale, il Jami' al-tawarikh, il cui manoscritto più antico risale anch'esso al 1307. Rašīd-al-Dīn istituì uno scriptorium nel sobborgo Rab'-e Rashidi di Tabriz, dove il libro venne creato, scritto, illustrato e rilegato. L'intenzione era quella di produrre due copie manoscritte illustrate ogni anno, una in persiano e una in arabo, per la distribuzione in tutto l'impero; parti di tre di queste sopravvivono, così come parti di altri libri del laboratorio. Sono illustrati in uno stile abbastanza coerente, su cui si basa il Grande Shahnameh mongolo e si sviluppa in modo significativo. Dopo che Rašīd-al-Dīn fu giustiziato, nel 1318, il laboratorio decadde o venne chiuso, ma suo figlio Ḡīāṯ-al-Dīn Moḥammad lo fece rivivere quando entrò a far parte della corte, nel 1330, e quando si presume che il Grande Shahnameh mongolo sia stato realizzato.

## Storia
Qualsiasi colophon con i dettagli di quando l'opera era stata prodotta e di chi l'avesse commissionata, che hanno molti manoscritti persiani, è andato perduto. L'opera è sempre stata localizzata a Tabriz nel tardo periodo Il-khanide, ed era chiaramente un enorme progetto commissionato da qualcuno di importante nella corte, probabilmente con il sovrano come ultimo destinatario, tramite un dono o una commissione delegata. Gli studi recenti del manoscritto sono stati dominati dalle conclusioni raggiunte in un seminario ad Harvard nel 1975, pubblicato nel 1980 da Oleg Grabar e Sheila Blair.
Questo ha proposto un breve periodo di creazione, con l'avvio dei lavori con estrema precisione datato "tra il novembre 1335 e il maggio 1336", e di una commissione del figlio di Rasid-al-Din, Ḡīāṯ-al-Dīn Moḥammad, con il lavoro sul manoscritto probabilmente portato a termine dal suo assassinio, nel maggio 1336. Entrambi questi punti sono stati generalmente accettati, sebbene sia stata notata la mancanza di prove per entrambi, e in particolare alcuni studiosi favoriscono un periodo di creazione che si estende su un periodo molto più lungo. Il principale patrono iniziale alternativo proposto è stato l'ultimo della linea principale dei governanti ilkhanidi, Abu Sa'id, che morì nel 1335, così come i suoi figli, tutti apparentemente a causa della peste, precipitando così la scissione dell'Ilkhanato in piccoli stati. Se così fosse, Ḡīāṯ-al-Dīn Moḥammad avrebbe potuto benissimo essere ancora responsabile dell'adempimento della commissione.

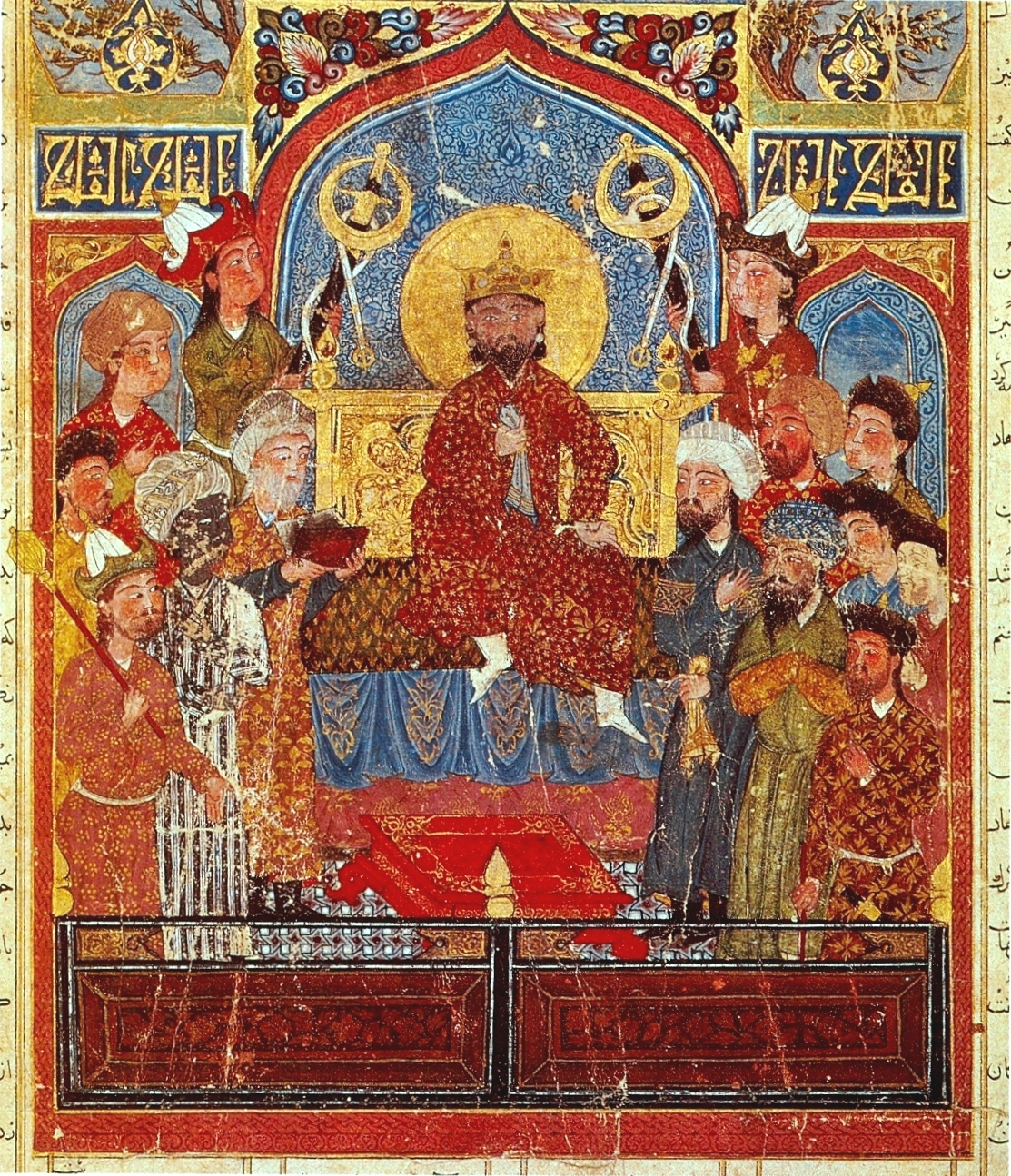
Sovrano in trono, Louvre

Il miniatore Dust Muhammad scrisse una storia della pittura persiana intorno al 1544, oltre 200 anni dopo, in cui faceva riferimento a un importante Shahnameh reale, che descrisse come "quadrato" nel formato, cosa che il Grande Shahnameh mongolo non è. Tuttavia, molti studiosi hanno pensato che stesse descrivendo il Grande Shahnameh mongolo. Dust Muhammad fece risalire lo stile di pittura usato ai suoi tempi a un pittore chiamato Ahman Musa, e descrisse lo Shahnameh come prodotto da un suo allievo, chiamato Shamsuddin, per Shaikh Awais Jalayir, un sovrano della dinastia dei Jalayiridi che regnava nel 1356-1374. Se il periodo di creazione è stato in effetti prolungato, questo resoconto potrebbe riferirsi alle fasi successive del lavoro.
Il manoscritto sembra essere rimasto a Tabriz fino all'inizio del XVI secolo, se non oltre, per poi entrare a un certo punto nella biblioteca principale degli scià, dove è stato fotografato alla fine del XIX secolo, ancora rilegato. Un tempo era conservato nel Palazzo del Golestan ma è apparso per la prima volta in Europa con Georges Demotte, un mercante d'arte belga attivo dal 1900 al 1923 a Parigi: "Si dice che Demotte abbia acquisito il manoscritto a Parigi intorno al 1910; lo acquistò da Shemavan Malayan, cognato del noto mercante Hagop Kevorkian, che lo aveva portato da Teheran”.
Demotte non riuscì ad ottenere il prezzo che avrebbe voluto, per l'intero manoscritto, dal Metropolitan Museum of Art e da altri potenziali acquirenti. Separò quindi le miniature e le vendette, dopo vari interventi per aumentare il valore di vendita, e senza registrare correttamente la forma originale del libro. Le pagine furono staccate per dare due lati con miniature, e per mascherare questo e il danno risultante, furono assunti calligrafi per aggiungere nuovo testo, spesso dalla parte sbagliata del lavoro, poiché Demotte non si aspettava che la sua nuova clientela di ricchi collezionisti fosse in grado di leggere il persiano. Ciò ha lasciato il soggetto di alcune miniature ancora incerto, poiché il testo circostante non corrisponde. Gli studiosi sono stati molto critici nei confronti del "famigerato" Demotte, e molti hanno criticato il fatto che il manoscritto da lui trattato così brutalmente portasse il suo nome, quindi il nuovo nome di Grande Shahnameh mongolo " è stato promosso e generalmente ha ottenuto l'accettazione.
Attualmente, 57 miniature di questo manoscritto sono state identificate nei musei di tutto il mondo, inclusa la Freer Gallery of Art, che ha il gruppo più numeroso con 16 pagine,, Chester Beatty Library (11 fogli con 7 miniature), il Louvre (2), il British Museum, il Metropolitan Museum of Art (2) e i musei di Berlino, Boston (2), Cleveland, Detroit, Ginevra (3), Montreal e altre città come collezioni private tra cui la Collezione Khalili di Arte Islamica.

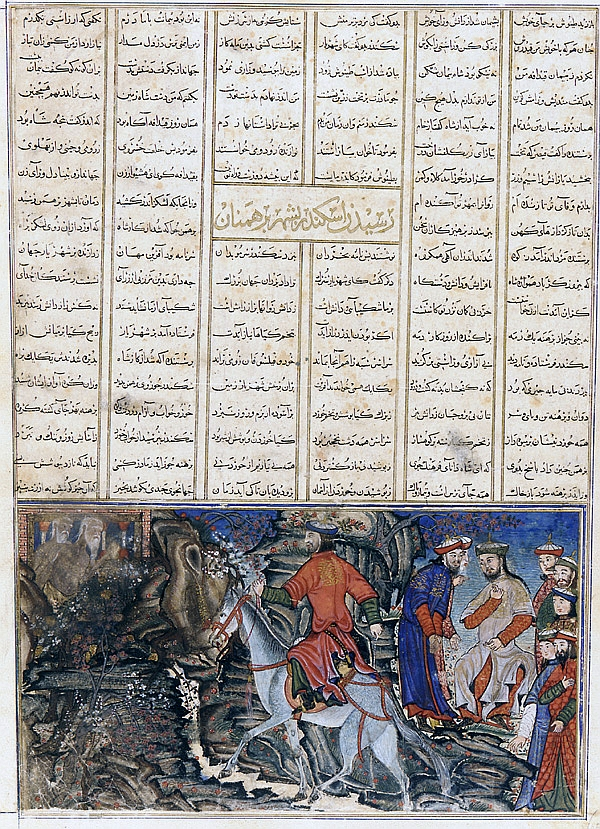
Taynush prima di Iskandar e la visita ai bramini, Freer Gallery of Art
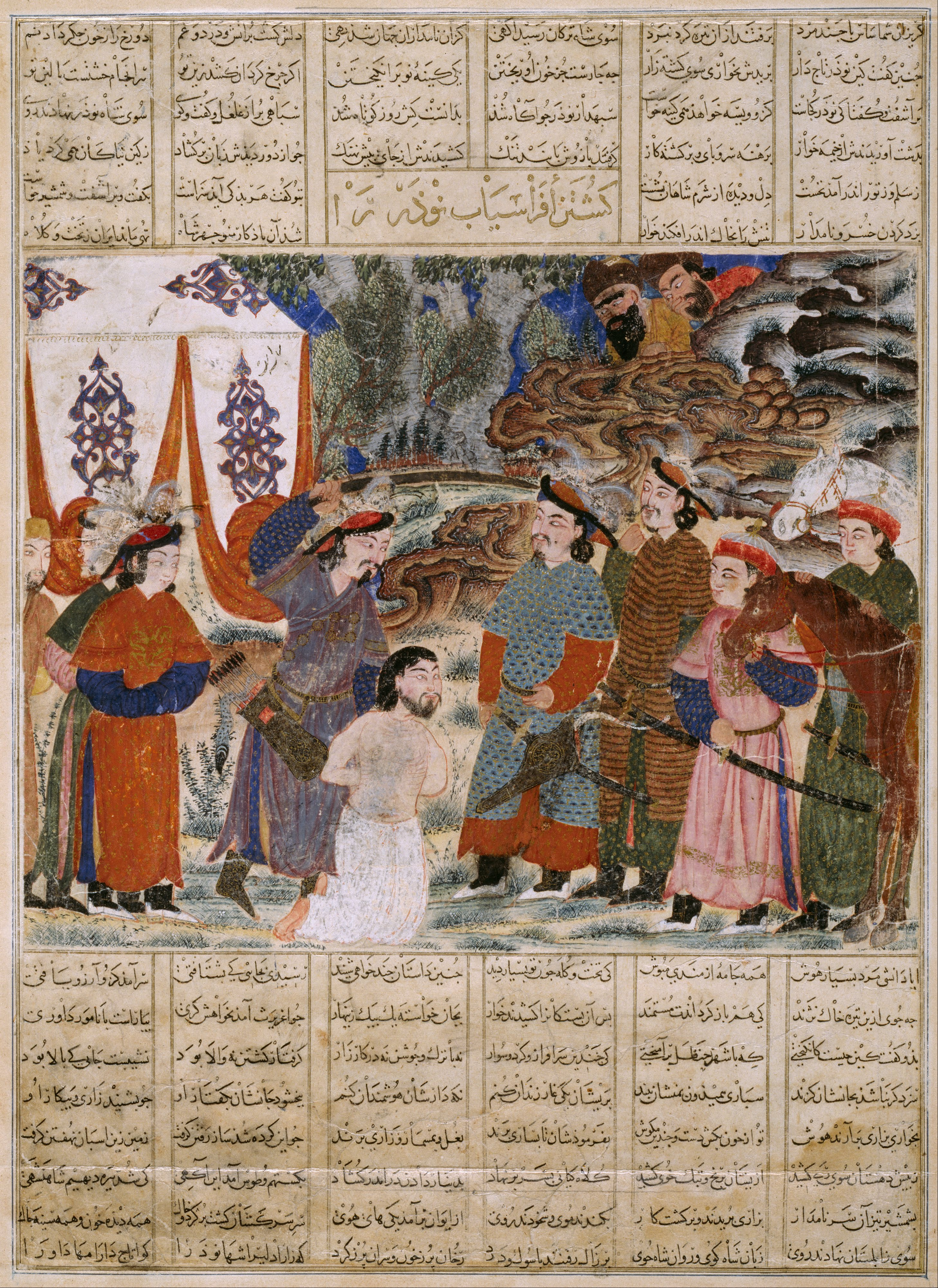
Afrasiab uccide Naudar, Museo Nelson-Atkins
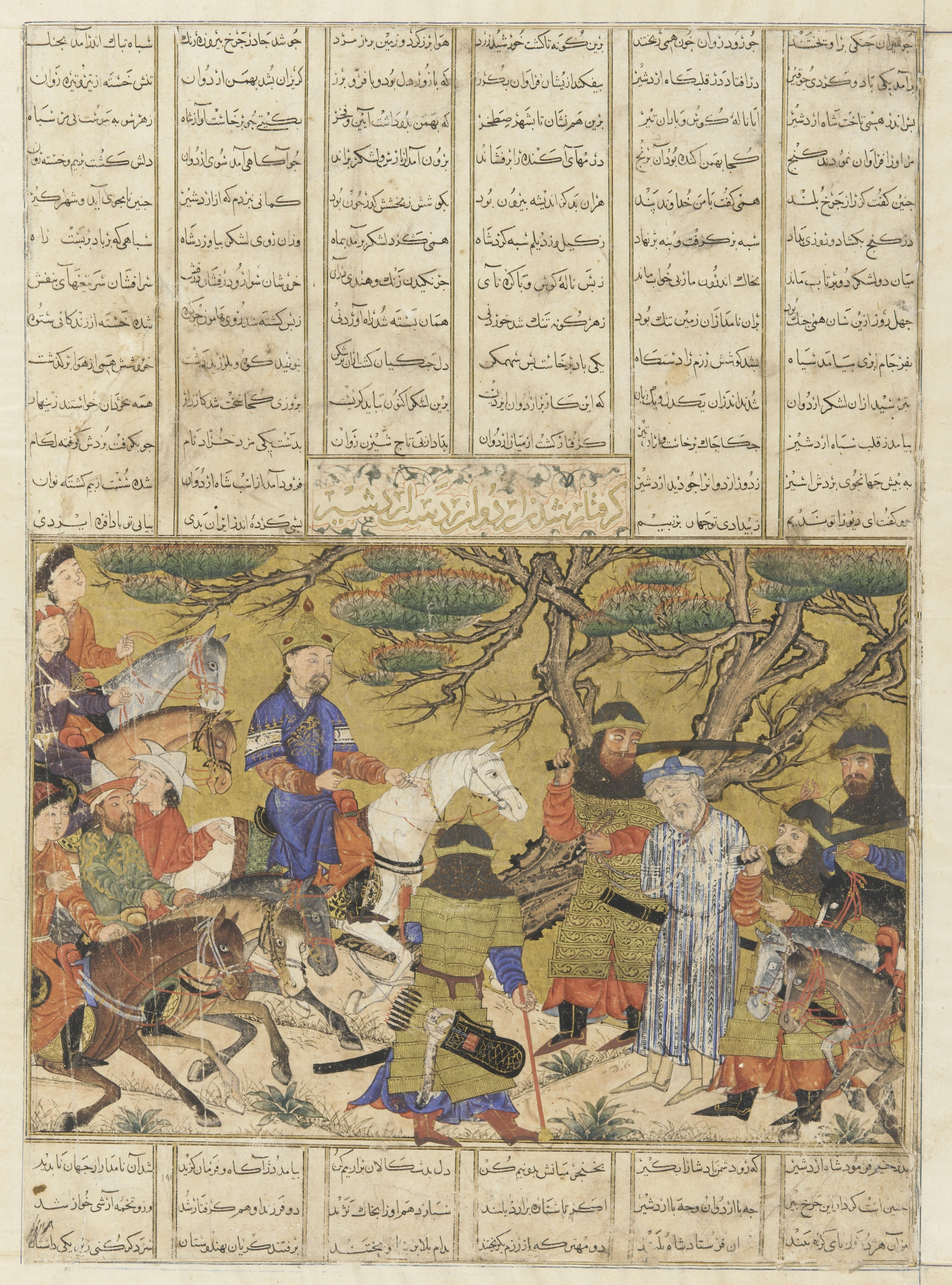
Ardashir I cattura Artabanus V di Parthia, Freer Gallery of Art
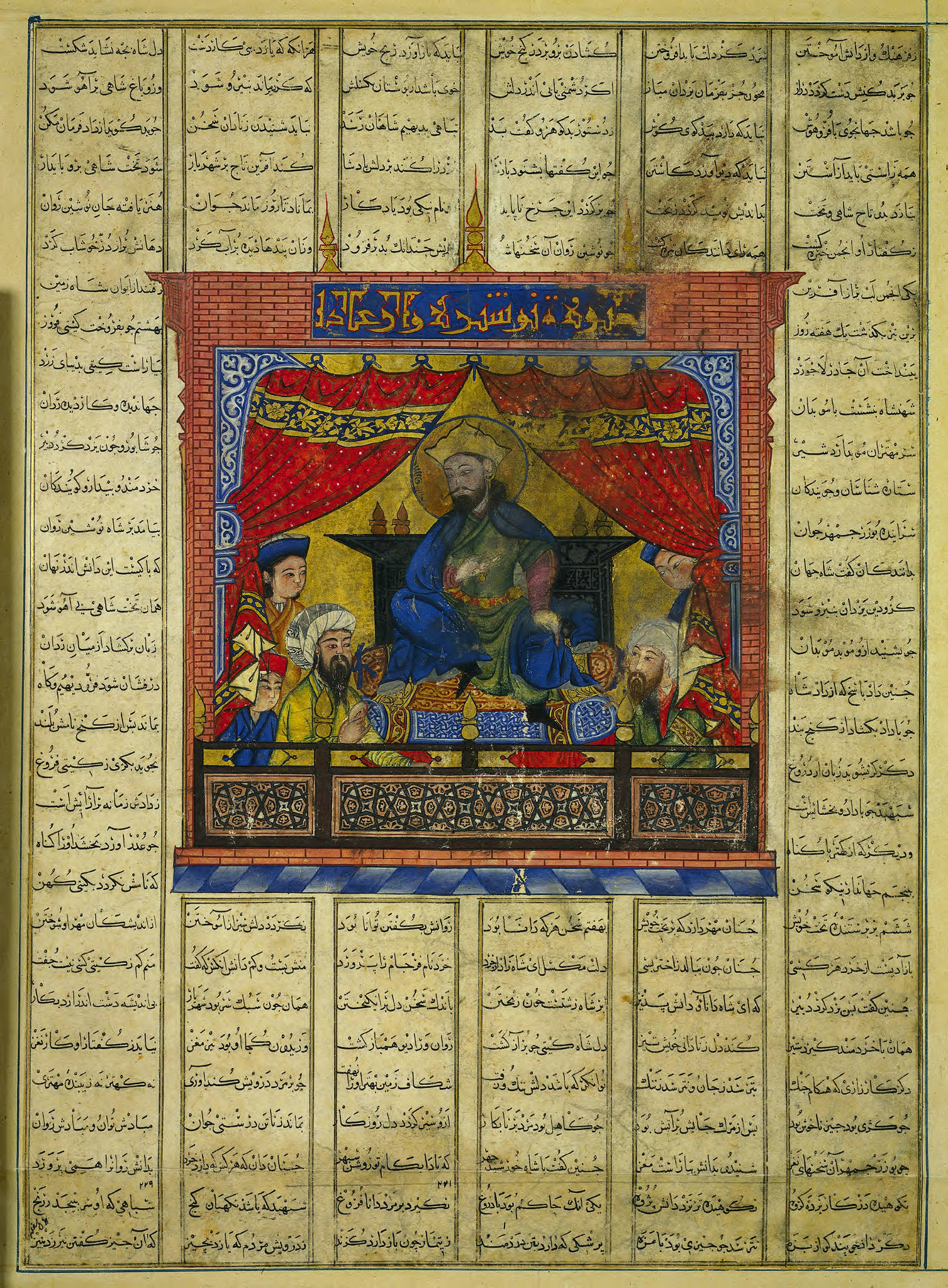
Cosroe I tiene un banchetto per il suo ministro Bozorgmehr, Cleveland Museum of Art
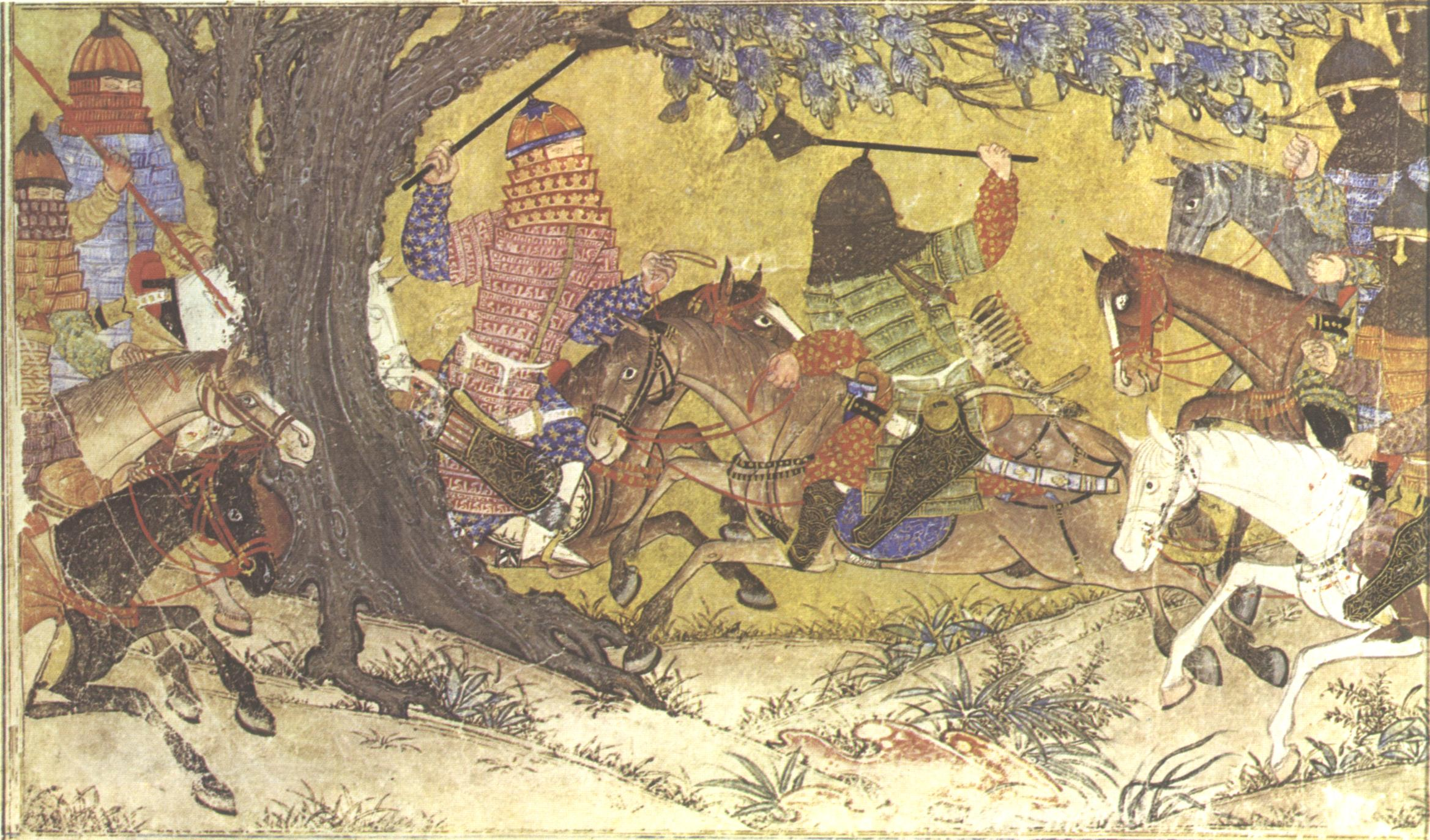
scena di battaglia
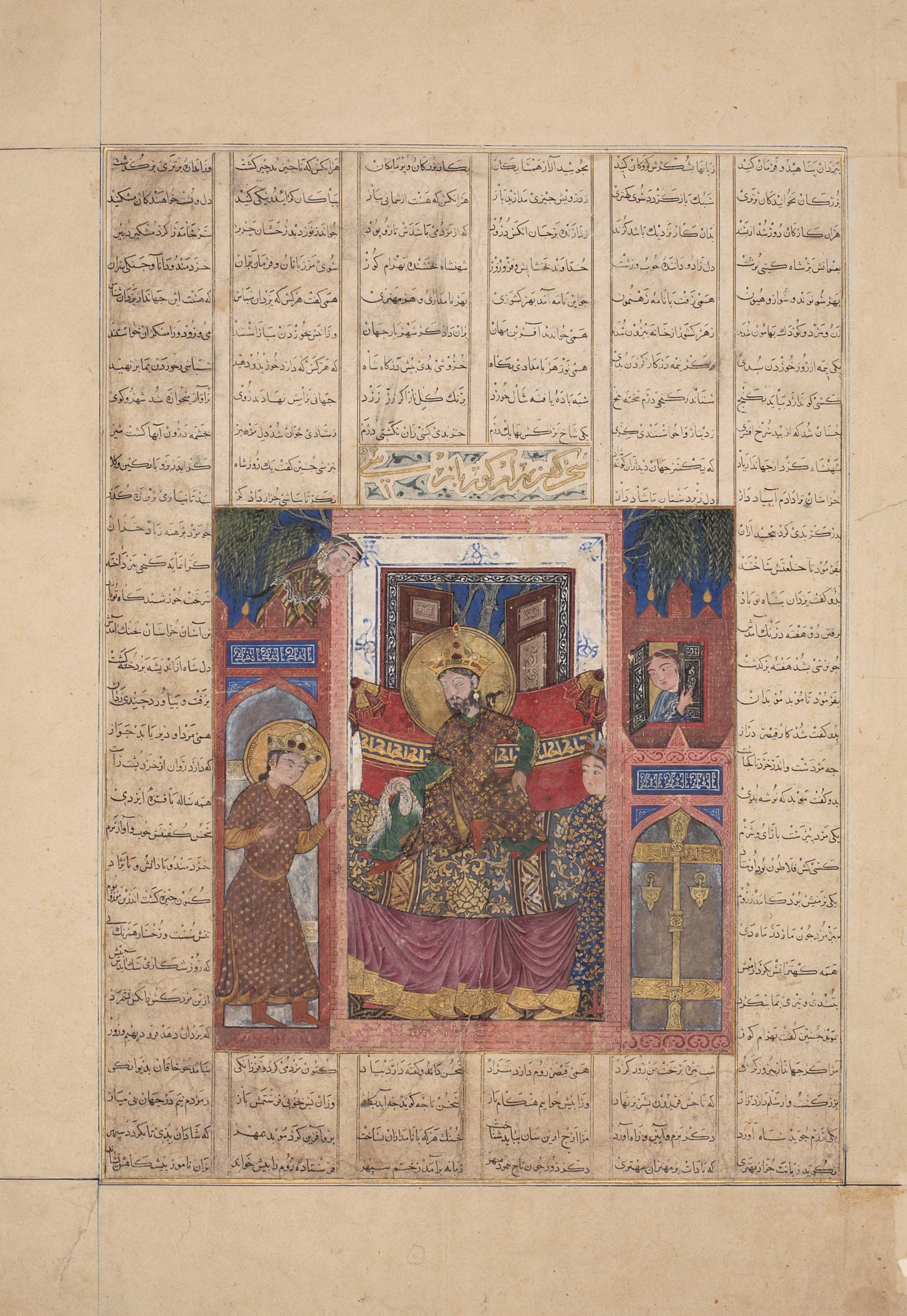
Bahram Gur invia suo fratello Narsi come viceré nel Grande Khorasan, Khalili Collection of Islamic Art
Cosroe I detta una lettera al Khaqan di Cina, Chester Beatty Library
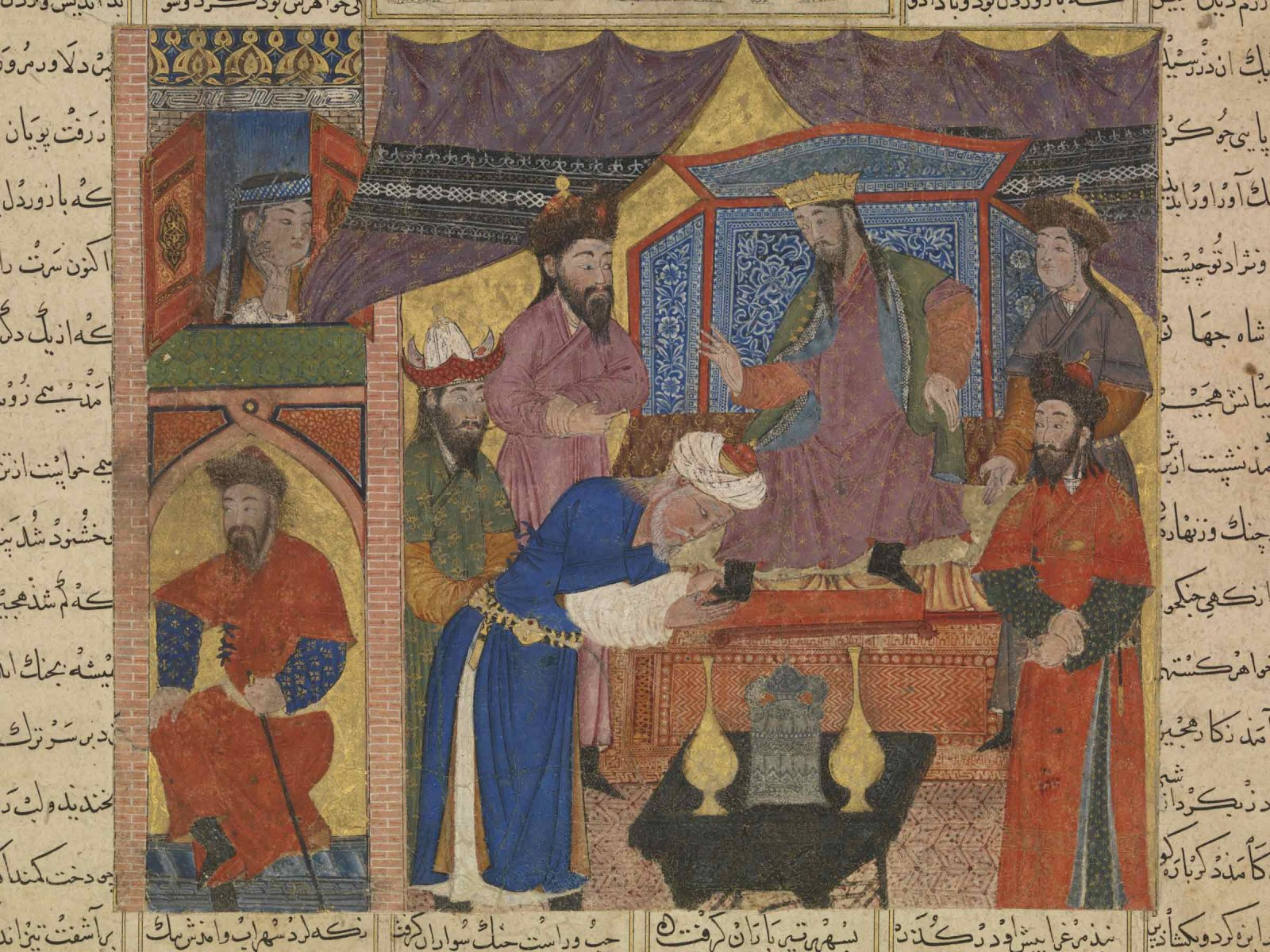
Zāl incontra re Manuchihr, chiedendo la sua misericordia, Chester Beatty Library